# Gorce (Boguszów-Gorce)
Gorce (niem. Rothenbach) – jedna z dzielnic Boguszowa-Gorców, położona pomiędzy Mniszkiem a Boraczą. Gorce w latach 1962–1972 były samodzielnym miastem. W Gorcach mieszka obecnie ponad 5000 mieszkańców.
W Gorcach znajduje się stacja kolejowa Boguszów Gorce Zachód.
Gęstość zaludnienia: 714 os/km², powierzchnia: 8 km².
Gorce razem z Jabłowem tworzą parafię w dekanacie Dekanat Wałbrzych-Południe w diecezji świdnickiej

## Historia
Już w XV wieku istniała tu osada (pierwsza wzmianka o istnieniu osiedla zwanego Rothenbach pochodzi z 1499 r.), a jej mieszkańcy zatrudnieni byli w okolicznych kopalniach rud srebra i ołowiu. Osadę trawiły liczne pożary i zarazy. Na przełomie XVIII i XIX wieku odkryto bogate pokłady węgla kamiennego.
W latach 1945–54 siedziba wiejskiej gminy Gorce. W 1954 r. utworzono gromadę Gorce, którą przekształcono w osiedle Gorce. W 1962 r. osiedle uzyskało prawa miejskie. W 1973 r. weszło w skład nowo utworzonego miasta Boguszów-Gorce.

## Zabytki
- kościół pw. Zesłania Ducha Św. przy ulicy Staszica
- budynek byłego hotelu „Na szczęście”.

## Zdjęcia
- Gorce wczoraj i dziś
- Historia Gorców